# Demetrio Moscato
Demetrio Moscato (Gallina, 4 febbraio 1888 – Salerno, 22 ottobre 1968) è stato un arcivescovo cattolico italiano.

## Biografia

Demetrio Moscato nel 1932.

Nacque a Gallina, il 4 febbraio 1888.

### Formazione e ministero sacerdotale
La sua vocazione lo portò ad entrare nel seminario di Reggio Calabria, seguito dai mons. Quattrone e Calabrò. Fu tra i soccorritori intervenuti dopo il terremoto del 1908, partecipando inoltre al ritrovamento di diversi oggetti d'arte e del pezzo della colonna di San Paolo.
Il 13 ottobre 1912 fu ordinato presbitero, nella chiesa di Gallina, dall'arcivescovo Rinaldo Camillo Rousset; partecipò alla prima guerra mondiale come cappellano militare e ciò gli valse più di una medaglia al valor militare.
Rientrato a Reggio iniziò la sua carriera parrocchiale nella parrocchia di Arangea passando poi alla parrocchia di San Giorgio al Corso, sostituendo mons. Zagari. Nel maggio 1935 Moscato vide realizzarsi il suo progetto, ricostruire la chiesa di San Giorgio al Corso, in memoria degli soldati italiani vincitori nella Grande Guerra e per questo ebbe il nome di Tempio della Vittoria: l'inaugurazione vide la presenza del principe Umberto I di Savoia, ma non dello stesso Moscato, poiché nominato vescovo.

### Ministero episcopale
Il suo primo incarico da vescovo fu a San Marco Argentano e Bisignano, fu consacrato l'8 settembre 1932 dall'arcivescovo Carmelo Pujia.
Tornò, nel 1943, a Reggio Calabria in qualità di amministratore apostolico dopo la morte dell'arcivescovo Enrico Montalbetti.
Il 22 gennaio 1945 divenne arcivescovo di Salerno. Il suo impegno umanitario è riscontrabile anche nell'assistenza ai bisognosi dell'alluvione di Salerno del 25 ottobre 1954.
Nel 1946 fu nominato amministratore apostolico dell'arcidiocesi di Amalfi.
Nel 1966 partecipò alla prima riunione plenaria della Conferenza Episcopale Italiana dopo la chiusura del Concilio Vaticano II, durante la quale fu eletto membro della Commissione per l'Apostolato del Mare.
Morì a Salerno il 22 ottobre 1968, venendo sepolto nella cattedrale della città.

## Genealogia episcopale e successione apostolica
La genealogia episcopale è:
- Cardinale Scipione Rebiba
- Cardinale Giulio Antonio Santori
- Cardinale Girolamo Bernerio, O.P.
- Arcivescovo Galeazzo Sanvitale
- Cardinale Ludovico Ludovisi
- Cardinale Luigi Caetani
- Cardinale Ulderico Carpegna
- Cardinale Paluzzo Paluzzi Altieri degli Albertoni
- Papa Benedetto XIII
- Papa Benedetto XIV
- Cardinale Enrico Enriquez
- Arcivescovo Manuel Quintano Bonifaz
- Cardinale Buenaventura Córdoba Espinosa de la Cerda
- Cardinale Giuseppe Maria Doria Pamphilj
- Papa Pio VIII
- Papa Pio IX
- Cardinale Raffaele Monaco La Valletta
- Cardinale Serafino Cretoni
- Arcivescovo Carmelo Pujia
- Arcivescovo Demetrio Moscato

La successione apostolica è:
- Vescovo Raffaele Barbieri (1937)
- Arcivescovo Raffaele Calabria (1950)

### Fonti
- Registro di Stato civile n. 45 dell'ex Comune di Gallina